# Grammopsis parvula
Grammopsis parvula är en skalbaggsart som först beskrevs av Newman 1840.  Grammopsis parvula ingår i släktet Grammopsis och familjen långhorningar. Inga underarter finns listade i Catalogue of Life.